# 科特迪瓦国徽
科特迪瓦國徽中心圖案為一面繪有非洲象頭的盾徽（其長牙即國名的來源），上方有升起的太陽。左右有油棕各一株，是當地的主要農作物。飾帶上以法語書有國名。

## 象牙海岸各国徽标准化版本
|              |                        |                      |                                        |                                        |
| 象牙海岸國徽 | 象牙海岸國徽(政府版本) | 象牙海岸國徽（新版） | 象牙海岸國徽（旧版）(1997-2001 标准化) | 象牙海岸國徽（旧版）(2001-2011 标准化) |

## 歷史国徽

1964-2001
2001-2011